# Broomehill Shire
Broomehill Shire var en kommun i Western Australia, Australien. Kommunen, som låg 310 kilometer sydsydost om Perth, i regionen Great Southern, hade en yta på 1 173 kvadratkilometer, och en folkmängd på 478 enligt 2006 års folkräkning. Huvudort var Broomehill. Den 1 juli 2008 upphörde den att existera och slogs samman med Tambellup Shire för att bilda Broomehill-Tambellup Shire.